# Jerry Abramson
Jerry Edwin Abramson, född 12 september 1946 i Louisville, Kentucky, är en amerikansk demokratisk politiker. Han är Kentuckys viceguvernör sedan 2011. Han var Louisvilles borgmästare 1986–1999 och 2003–2011; den andra ämbetsperioden gällde storstadsområdet Louisville Metro som omfattar även Jefferson County.
Abramson tillträdde 1986 som Louisvilles borgmästare efter att ha vunnit borgmästarvalet 1985 som demokraternas kandidat. Louisville fick därmed för första gången en judisk borgmästare. Efterträdaren David L. Armstrong tillträdde borgmästarämbetet 1999 och Abramson återvände till sin advokatpraktik samt undervisade vid Bellarmine University.
Louisvilles gamla borgmästarämbete ersattes 2003 med ett ämbete som omfattar både staden Louisville och det omkringliggande Jefferson County. Abramson tillträdde på nytt som borgmästare i samband med sammanslagningen av stadens och countyts förvaltning. År 2011 efterträddes han som borgmästare av Greg Fischer. Abramson efterträdde i sin tur Daniel Mongiardo som viceguvernör.